# Lijst van popmuzikanten en popbands
Dit is een (onvolledige) lijst van popmuzikanten en popbands met een artikel op de Nederlandstalige Wikipedia.

## 0-9
10cc –
2ManyDJs –
The 5th Dimension –
50 Cent

## A
Aaliyah –
ABBA –
ABC –
AC/DC –
Acda en De Munnik –
Ace of Base –
Adamo –
Bryan Adams –
Oleta Adams –
Ryan Adams –
Aerosmith –
Afroman –
Christina Aguilera –
a-ha –
The Alan Bown Set –
Alcazar –
Alice in Chains –
All Saints –
Jan Akkerman –
Alquin –
Shola Ama –
America –
Amina –
Anastacia –
Benny Andersson –
Lynn Anderson –
Adam Ant / Adam & the Ants –
The Animals –
Anouk –
Aphex Twin –
The Applejacks –
Aqua –
Armand –
Billie Joe Armstrong –
Louis Armstrong –
Arno –
Artiesten voor het Ronald McDonaldhuis –
Ashford & Simpson –
The Association –
Melissa Auf der Maur –
Brian Auger –
Charles Aznavour –
Bob Azzam

## B
Ali B –
Babyshambles –
The Bachelors –
Backstreet Boys –
Gus Backus –
Badfinger –
Ignace Baert –
Balthazar –
Bananarama –
The Bangles –
Banaroo –
The Bar-Kays –
Lou Barlow –
Syd Barrett –
The Barron Knights –
Barry & Eileen –
Basement Jaxx –
Bay City Rollers –
The Beatles –
Gilbert Bécaud –
Melanie Blatt –
The Beach Boys –
Beastie Boys –
The Beatles –
Beck –
Jeff Beck –
Daniel Bedingfield –
Natasha Bedingfield –
Bee Gees –
William Bell –
Harry Belafonte –
Pat Benatar –
Ralf Bendix –
Bob Benny –
Pete Best –
Gert Bettens –
Sam Bettens –
Bettie Serveert –
Ron van den Beuken –
Beyaz Kelebekler –
Billy J. Kramer with The Dakotas –
Björk –
Cilla Black –
Frank Black –
Blink-182 –
BLØF –
Blondie –
Luka Bloom –
Blue Mink –
Blur –
BodyRockers –
Marc Bolan –
Bon Jovi –
Bonnie & José –
Bono –
Booker T. Jones –
Booker T. & the M.G.'s –
Marco Borsato –
Bow Wow Wow –
David Bowie –
Boy George –
Greg Boyer –
Boyzone –
Braak –
Glenn Branca –
Brainpower –
Arjan Brass –
Bread –
Jacques Brel –
Johnny Bristol –
Herman Brood –
James Brown –
Jackson Browne –
Maxine Brown –
Jeff Buckley –
Tim Buckley –
Buena Vista Social Club –
Eric Burdon –
Chris de Burgh –
Jean-Jacques Burnel –
Rocky Burnette –
Heinz Burt –
Burton Cummings –
Kate Bush –
Busted –
The Butterflies –
Armin van Buuren –
The Byrds –
BZB –
BZN

## C
Captain Darling –
Caravan –
Carlos –
Carlsberg –
The Carpenters –
Clarence Carter –
Johnny Cash –
Cassie –
The Cats –
Clem Cattini –
Nick Cave –
Cees & Marjan –
Cerrone –
Greg Cerrone –
Chamillionaire –
Chas Chandler –
Tracy Chapman –
Ray Charles –
The Chemical Brothers –
Chicago –
Chicks on Speed –
Chicane –
Chili Hi Fly –
Cidinho & Doca –
Eric Clapton –
Alain Clark –
Dave Clark –
the Clash –
Judy Clay –
Adam Clayton –
Julien Clerc –
Jimmy Cliff –
Cliff Bennett and the Rebel Rousers –
George Clinton –
Rosemary Clooney –
Clouseau –
Club X –
The Coasters –
Kurt Cobain –
Cock Robin –
Joe Cocker –
Cocktail Trio –
Eddie Cochran –
Cocteau Twins –
Leonard Cohen –
Coldplay –
Edwyn Collins –
Phil Collins –
Les Compagnons de la chanson –
Ray Conniff –
Consortium –
Ry Cooder –
Norman Cook –
Roger Cook –
Alice Cooper –
Corry en de Rekels –
Ferry Corsten –
Alex R. Costandinos –
Elvis Costello –
Crash Test Dummies –
Counting Crows –
Cream –
The Cranberries –
Randy Crawford –
Creed –
Creedence Clearwater Revival –
Jim Croce –
Bing Crosby –
David Crosby –
Crosby, Stills & Nash (and Young) –
Steve Cropper –
Cross –
Sheryl Crow –
Crowded House –
The Crystals –
Cuby + Blizzards –
Culture Club –
Jamie Cullum –
The Cure –
Curiosity Killed the Cat –
Ian Curtis

## D
DAAU –
Daft Punk –
Daughters of Soul –
Dave Clark –
The Dave Clark Five –
David and Jonathan –
Lenny Davidson –
Doris Day –
Silvy De Bie –
Dead Can Dance –
Death by Stereo –
Death Cab for Cutie –
Deep Purple –
Desmond Dekker –
Ilse DeLange –
Michel Delpech –
John Denver –
Depeche Mode –
dEUS –
Willy DeVille –
Dexys Midnight Runners –
Amy Diamond –
Neil Diamond –
Dido –
De Dijk –
Dinosaur Jr. –
Céline Dion –
DI-RECT –
Dire Straits –
Do –
Trea Dobbs –
Doe Maar –
Joe Dolan –
Fats Domino –
Donovan –
Jason Donovan –
Val Doonican –
The Doors –
Nick Drake –
The Dresden Dolls –
Dune –
Duran Duran –
Paul van Dyk –
Bob Dylan

## E
Eagles –
Eamon –
Earth & Fire –
Earth, Wind & Fire –
Echo & the Bunnymen –
The Edge –
Dave Edmunds –
Eels –
Einstürzende Neubauten –
Ekseption –
Electric Light Orchestra –
Emerson, Lake & Palmer –
Eminem –
Brian Eno –
Enya –
Eruption –
Gloria Estefan –
Melissa Etheridge –
Europe –
Eurythmics –
Euson –
The Everly Brothers –
The Ex –
The Exciters –
Esmée Denters

## F
Faith No More –
Jad Fair –
Marianne Faithfull –
The Fall –
Agnetha Fältskog –
Mylène Farmer –
Fatboy Slim –
Felix da Housecat –
Bryan Ferry –
Ferry Aid –
Fiction Factory –
Amp Fiddler –
Mickey Finn –
Neil Finn –
Tim Finn –
Fischer-Z –
Roberta Flack –
Fleetwood Mac –
Flogging Molly –
The Flower Kings –
Eddie Floyd –
Focus –
Dan Fogelberg –
Wayne Fontana –
Foo Fighters –
The Fortunes –
The Four Aces –
The Fourmost –
The Four Pennies –
The Four Seasons –
Four Tops –
Black Francis –
Frankie Goes to Hollywood –
Aretha Franklin –
John Fryer –
Fuel –
Fugees –
Nelly Furtado

## G
Peter Gabriel –
Tess Gaerthé –
Rosie Gaines –
The Gap Band –
Garbage –
Boris Gardiner –
Art Garfunkel –
David Garrick –
David Gates –
Marvin Gaye –
Genesis –
Gentle Giant –
Bobbie Gentry –
Gerry & the Pacemakers –
Get Ready! –
Andy Gibb –
Gitti & Erika –
Het Goede Doel –
Golden Earring –
Gomez –
Gong –
Good Charlotte –
Goo Goo Dolls –
Gorillaz –
Gorki –
Lucas Grabeel –
Larry Graham –
David Gray –
Dobie Gray –
Roger Greenaway –
Ferre Grignard –
Green Day –
Boudewijn de Groot –
Guns N' Roses –
Guster –
Grey Eye Glances

## H
Nico Haak –
Nico Haak en de Paniekzaaiers –
Half Japanese –
Johnny Hallyday –
Jan Hammer –
Peter Hammill –
Tim Hardin –
Françoise Hardy –
Ben Harper –
Emmylou Harris –
George Harrison –
PJ Harvey –
Donny Hathaway –
Lalah Hathaway –
John Hawken –
Sophie B. Hawkins –
Hawkwind –
Isaac Hayes –
André Hazes –
Heart (Amerikaanse band) –
Heart (Nederlandse band) –
De Heikrekels –
John Helliwell –
Levon Helm –
Jimi Hendrix –
Clarence 'Frogman' Henry –
The Herd –
Herman's Hermits –
Paul Hester –
Het –
Lauryn Hill –
HIM –
Henk Hofstede –
Hole –
The Hollies –
Buddy Holly –
Rupert Holmes –
The Honeycombs –
Peter Hook –
Hooverphonic –
Nicky Hopkins –
Trevor Horn –
Hot Chocolate –
Whitney Houston –
The Human League –
Hüsker Dü –
Michael Hutchence –
Rick Huxley –
Chrissie Hynde

## I
Janis Ian –
Idols –
Frank Ifield –
Iggy Pop –
Enrique Iglesias –
Julio Iglesias –
India.Arie –
INXS –
IQ –
Iron Maiden –
Chris Isaak –
Yusuf Islam

## J
Junior Jack –
Roberto Jacketti & the Scooters –
Jackpot –
Joe Jackson –
Michael Jackson –
Marike Jager –
Mick Jagger –
Etta James –
Rick James –
Jammah Tammah –
Jan & Kjeld –
Jane's Addiction –
Arne Jansen –
Japan –
Jean-Michel Jarre –
The Jayhawks –
DJ Jean –
Wyclef Jean –
Jefferson Airplane –
Barry Jenkins –
Jet –
Jethro Tull –
Billy Joel –
Elton John –
Johnny & Mary –
Johnny Kidd and the Pirates –
John's Children –
Puff Johnson –
Brian Jones –
Grace Jones –
Norah Jones –
Tom Jones –
Janis Joplin –
Johnny Jordaan –
Montell Jordan –
Joy Division –
June in December

## K
K3 –
Kadanz –
Kane –
Keane –
Kansas –
Kayak –
Kelis –
The Kelly Family –
Johnny Kendall & the Heralds –
Alicia Keys –
Anthony Kiedis –
Killerpilze –
Carole King –
Rosa King –
King Crimson –
The Kingston Trio –
The Kinks –
Kiss –
Mac & Katie Kissoon –
Klein Orkest –
Gladys Knight –
Gladys Knight & the Pips –
David Knopfler –
Mark Knopfler –
Kool & The Gang –
Korn –
Kraftwerk –
Lenny Kravitz –
Krezip –
Kris Kristofferson –
K's Choice

## L
L7 –
La Seine –
Lacuna Coil –
Dany Lademacher –
Frankie Laine –
Rick Laird –
John Lamers –
k.d. lang –
Lange Frans & Baas B –
Daniel Lanois –
Cyndi Lauper –
Avril Lavigne –
Vicky Leandros –
Amanda Lear –
Fud Leclerc –
Led Zeppelin –
Jerry Lee Lewis –
Peggy Lee –
Thijs van Leer –
John Lennon –
Level 42 –
Shaznay Lewis –
Leona Lewis –
Jan Leyers –
Li-Ann –
Liars –
Lighthouse Family –
Limp Bizkit –
Bob Lind –
Espen Lind –
Lindisfarne –
Linkin Park –
Little Richard –
Live –
LL Cool J –
Luttenberger*Klug –
Kenny Loggins –
Jennifer Lopez –
Trini Lopez –
Courtney Love –
Nick Lowe –
Lowland Trio –
Lulu –
Donna Lynton

## M
Michael Jackson –
Macbeth –
Machiavel –
Madonna –
Madness –
Ron Mael –
Russell Mael –
Mai Tai –
The Mamas and the Papas –
Maria Mena –
Mar-Keys –
Marillion –
Mark 'Oh –
Bob Marley –
Dean Martin –
Al Martino –
The Marvelettes –
Matchbox Twenty –
Paul Mauriat –
John Mayall –
Paul McCartney –
Van McCoy –
George McCrae –
Barry McGuire –
Malcolm McLaren –
Don McLean –
Tom McRae –
David McWilliams –
Meat Loaf –
Meat Puppets –
Melanie –
Melanie C –
The Melody Sisters –
The Melvins –
Harold Melvin –
Men at Work –
Freddie Mercury –
The Merseybeats –
The Merseys –
Metallica –
George Michael –
Bette Midler –
Midnight Oil –
Mrs. Miller –
Jody Miller –
Roger Miller –
Steve Miller (gitarist) –
Steve Miller (pianist) –
The Millionaires –
CB Milton –
Mina –
The Mindbenders –
Kylie Minogue –
The Miracles –
Miranda Sex Garden –
Miss Kittin –
Missy Elliott –
Guy Mitchell –
Joni Mitchell –
Mitch Mitchell (drummer) –
The Mo –
Moby –
Modern English –
Domenico Modugno –
Mogwai –
The Monkees –
Chris Montez –
Moody Blues –
Barry Moore –
Christy Moore –
Alanis Morissette –
Stephen Morris –
Van Morrison –
Mother's Finest –
Mother Love Bone –
Motörhead –
Marc Moulin –
Georges Moustaki –
Alison Moyet –
Mr. So & So –
Ms. Dynamite –
Mudhoney –
Larry Mullen jr. –
Mungo Jerry –
Murderdolls –
Muse –
My Morning Jacket

## N
Nailpin –
Napoleon XIV –
Graham Nash –
Johnny Nash –
The Nashville Teens –
Nelly –
Ricky Nelson –
Nena (band) –
Nena (zangeres) –
The Neptunes –
Neutral Milk Hotel –
N.E.R.D –
Aaron Neville –
The Neville Brothers –
The New Christy Minstrels –
Randy Newman –
New Power Generation –
The Newbeats –
Newsboys –
Ne-Yo –
Stevie Nicks –
Nickelback –
Ninthe –
Nirvana –
Nits –
No Doubt –
The (International) Noise Conspiracy –
Peter Noone –
Normaal –
Novastar –
Astrid Nijgh

## O
Oasis –
One Direction –
Billy Ocean –
Sinéad O'Connor –
Esther & Abi Ofarim –
Mike Oldfield –
Will Oldham –
The Offspring –
Renee Olstead –
Roy Orbison –
William Orbit –
Lee Oskar –
The Osmonds –
OutKast –
The Overlanders –
Owl City –
Ozark Henry

## P
Robert Palmer –
Dolly Parton –
Alan Parsons –
The Alan Parsons Project –
Pavement –
Denis Payton –
Peaches & Herb –
Pearl Jam –
Peneři Strýčka Homeboye –
Pennywise –
Peret –
A Perfect Circle –
Pet Shop Boys –
Peter & Gordon –
Tom Petty –
Tom Petty and the Heartbreakers –
An Pierlé –
Pillar –
P!nk –
Pink Floyd –
Gene Pitney –
Pixies –
Placebo –
Plastic Ono Band –
De Poema's –
The Pogues –
Bonnie Pointer –
The Pointer Sisters –
The Police –
Brian Poole –
Iggy Pop –
Porcupine Tree –
Portishead –
Portugal. The Man –
Sandy Posey –
Elvis Presley –
Billy Preston –
Johnny Preston –
The Pretenders –
Alan Price –
Prince –
P.J. Proby –
Procol Harum –
Propaganda –
Katie Pruitt –
Eric Prydz –
Public Enemy

## Q
Q65 –
Queen –
Queens of the Stone Age

## R
Racoon –
Radiohead –
Rihanna –
The Radios –
Gerry Rafferty –
Eros Ramazzotti –
Ramones –
Rancid –
Glenn de Randamie –
The Rasmus –
DonRay –
Chris Rea –
Rank 1 –
Matthias Reim –
Axelle Red –
Red Hot Chili Peppers –
Otis Redding –
Lou Reed –
Jim Reeves –
Django Reinhardt –
R.E.M. –
Renaissance –
REO Speedwagon –
Re-Play –
Cliff Richard –
Keith Richards –
Lionel Richie –
Johnny Rivers –
Johnny Rodrigues –
The Rolling Stones –
The Ronettes –
Rose Royce –
Marianne Rosenberg –
Diana Ross –
Demis Roussos –
Dave Rowberry –
Roxette –
Roxy Music –
Rozalla –
Run-D.M.C. –
Rush –
Leon Russell –
Bianca Ryan

## S
Sade (zangeres) –
Sade (band) –
Sandy Coast –
Carlos Santana –
Joe Sample –
Sasha –
Saybia –
Ton Scherpenzeel –
Steve Schroyder –
Scooter –
The Scorpions –
Scritti Politti –
Marie Serneholt –
Sex Pistols –
The Shadows –
Marlena Shaw –
Shakira –
Shalamar –
Sam the Sham & the Pharaohs –
Helen Shapiro –
The Sheer –
Tony Sheridan –
The Shirts –
Shocking Blue –
Mark Shreeve –
Andy Sierens –
Carly Simon –
Paul Simon –
Simon & Garfunkel –
Afric Simone –
Nina Simone –
Simple Minds –
Frank Sinatra –
Nancy Sinatra –
Richard Sinclair –
Siouxsie and the Banshees –
Sisqó –
De Sjonnies –
Skik –
Skunk Anansie –
Skyline –
Slayer –
Percy Sledge –
Slipknot –
Sly & the Family Stone –
The Smashing Pumpkins –
Millie Small –
Mike Smith –
Patti Smith –
The Smiths –
Sneaker –
Sneakerfreak –
Soft Machine –
Sonic Youth –
Soul Coughing –
The Soul Children –
Soulive –
Soulwax –
Soundgarden –
Sparks –
Britney Spears –
The Specials –
Jeremy Spencer –
Frédérique Spigt –
Spirit –
Split Enz –
Splitsing –
The Spokesmen –
Spring & De Groot –
Dusty Springfield –
Bruce Springsteen –
Squeeze –
Lisa Stansfield –
Ringo Starr –
Mavis Staples –
The Staple Singers –
Star Sounds Orchestra –
The Statler Brothers -
Candi Staton –
John Steel –
Peter Steele –
Stereophonics –
Steve Miller Band –
Shakin' Stevens –
Dave Stewart –
David A. Stewart –
Jermaine Stewart –
Rod Stewart –
Stephen Stills –
Sting –
Robert Jan Stips –
Joss Stone –
Sly Stone –
Story of the Year –
The Stranglers –
Barbra Streisand –
The Strokes –
Supertramp –
Sugababes –
The Sugarcubes –
Sum 41 –
Bernard Sumner –
Support Lesbiens –
The Supremes –
The Surfers –
The Swinging Blue Jeans –
Sylver

## T
Die Tahiti-Tamourés –
Take That –
Talking Heads –
Norma Tanega –
Tangerine Dream –
t.A.T.u. –
James Taylor –
Teach-In –
Teena Marie –
Telex –
Temple of the Dog –
Carla Thomas –
Rufus Thomas –
Timmy Thomas –
Storm Thorgerson –
Tanita Tikaram –
Tiësto –
The Time –
Ashley Tisdale –
Tiq Maya –
Time Bandits –
Toby Mac –
Toe Fat –
The Tokens –
Tomàn –
Steve Peregrin Took –
Toppers –
The Tornados –
Toto –
Rachel Traets –
Train –
The Transplants –
The Tremeloes –
T. Rex –
The Tubes –
Tina Turner –
This Bike is a Pipe Bomb –
Phil Thornton –
Total Touch –
Treble –
Tröckener Kecks –
Typhoon –
Tokio Hotel –
Conway Twitty

## U
U2 –
UB40 –
Udo –
U.K. –
UKZ –
Unit 4 + 2 –
Unitopia –
Urban Dance Squad –
Uriah Heep –
Usher –
Hikaru Utada

## V
Hilton Valentine –
Vandenberg –
Vangelis –
Roland Van Campenhout –
Van der Graaf Generator –
Van Halen –
VanVelzen –
Vaya Con Dios –
Suzanne Vega –
The Velvet Underground –
Venice –
Cyrille Verdeaux –
Roland Verstappen –
Violent Femmes –
The Visitor –
Tim Visterin –
Henny Vrienten

## W
Martha Wainwright –
Rufus Wainwright –
Tom Waits –
Gary Walker –
John Walker –
Scott Walker –
The Walker Brothers –
Warumpi Band –
Dee Dee Warwick –
Dionne Warwick –
Grover Washington jr. –
Roger Waters –
Charlie Watts –
Weezer –
Bob Welch –
Gerhard Wendland –
Keith West –
Wet Wet Wet –
Jerry Wexler –
What Fun! –
Wheatus –
Barry White –
Tony Joe White –
The White Stripes –
The Who –
Cherry Wijdenbosch –
Kim Wilde –
Deniece Williams –
Larry Williams –
Pharrell Williams –
Robbie Williams –
Amy Winehouse –
Wishbone Ash –
Bill Withers –
Steve Winwood –
Wir sind Helden –
Alain Wisniak –
Florian Wolff –
Stevie Wonder –
Ron Wood –
World Party –
Link Wray –
Richard Wright –
Syreeta Wright –
Bill Wyman

## X
X!NK –
XYP

## Y
The Yardbirds –
Yello –
Yellowcard –
Yes –
Yazoo –
Yazz –
Yo La Tengo –
Neil Young –
Paul Young –
Marc Ysaÿe –
Yui

## Z
Frank Zappa –
Dweezil Zappa –
Het Zesde Metaal –
Warren Zevon –
Zita Swoon –
Zornik –
Zwarte Riek –
Led Zeppelin –
ZZ en de Maskers –
ZZ Top